# Zamach na Bali (2002)
Zamach na Bali – seria zamachów terrorystycznych, dokonanych przez islamską organizację Dżama’a Islamijja, które nastąpiły 12 października 2002 w kurorcie Kuta na indonezyjskiej wyspie Bali.

## Przebieg zamachu
Ciąg tragicznych zdarzeń zapoczątkował wybuch małej bomby, ukrytej w plecaku zamachowca-samobójcy, który spustoszył wnętrze baru „Paddy's Pub”. Podobnie, jak we wrześniu 2001 r. terroryści wybrali na cel uderzenia miejsce, w którym ich się najmniej spodziewano. Ranni i przerażeni ludzie natychmiast uciekli na ulicę, robiąc dokładnie to, czego oczekiwali terroryści. Chwilę później druga - ważąca ponad tonę i dużo silniejsza bomba - ukryta w białej ciężarówce, wybuchła przed klubem „Sari Club”. Siła eksplozji zrównała z ziemią budynek klubu, pozostawiając lej o głębokości prawie jednego metra. Pożar ogarniał kolejne budynki popularnej dzielnicy Kuta, pełnej klubów nocnych i dyskotek. Dziesiątki ofiar zamachu doznały bardzo poważnych poparzeń. Wszędzie leżały porozrywane na strzępy ciała turystów, wielu ofiar zamachu nie można zidentyfikować, bo zwłoki były zwęglone. Miejscowy szpital nie był w stanie udzielić pomocy wszystkim potrzebującym. Ognia nie udawało się ugasić przez wiele godzin. W miejscu eksplozji powstał głęboki krater. Eksplozja powybijała szyby w promieniu 500 metrów. Zniszczonych zostało 15 samochodów. Początkowo podejrzewano, że do zamachu użyto materiału wybuchowego typu C4, tj. materiału o olbrzymiej mocy, używanego przede wszystkim przez wojsko, kilkakrotnie uprzednio stosowanego w zamachach terrorystycznych na świecie (m.in. w ataku na amerykański okręt „Cole” w Adenie). W wyniku śledztwa ustalono jednak, że zamachowcy wykorzystali mieszankę chloranu potasu (wykorzystywanego m.in. do produkcji zapałek), siarki i pyłu aluminiowego.
Według oficjalnych danych w zamachu zginęły 204 osoby, w tym dwaj zamachowcy. Ofiarami byli głównie turyści w wieku 20–39 lat, spędzający wieczór w jednym z dwóch barów. Ponad 300 osób zostało ciężko poparzonych lub rannych. Jedną z ofiar była polska dziennikarka Beata Pawlak.

## Sprawcy zamachu
Świat podejrzewał, że za tymi aktami terroru stała islamska organizacja Dżama’a Islamijja, a za nią Al-Kaida. Po ponad dwóch miesiącach śledztwa prowadzonego nie tylko przez indonezyjską policję, ale również przez policję Filipin, Malezji i Tajlandii, a także przez służby specjalne Stanów Zjednoczonych, Wielkiej Brytanii i Australii, podejrzenia te zmieniły się w pewność.
W Azji Południowo-Wschodniej aresztowano w tym czasie ponad 100 osób podejrzanych o związki z międzynarodowym terroryzmem. Wiele z nich już się przyznało do członkostwa w konspiracji, a nawet zaczęło ujawniać informacje na temat swoich szefów. Na początku grudnia dzięki takim zeznaniom indonezyjska policja aresztowała na Jawie mężczyznę podejrzanego o to, że pełnił funkcję szefa operacyjnego Dżimah Islamijii. Aresztowany nazywa się Mukhlas alias Ali Gufron. Wraz z nim ujęto 7 innych podejrzanych. Według dumnych z sukcesu indonezyjskich policjantów Mukhlas zastąpił poszukiwanego na całym świecie Riduana Isamuddina, alias Hambaliego, który był łącznikiem Al-Kaidy w Południowo-Wschodniej Azji. Wcześniej ujęto w Indonezji głównego planistę Dżimah Islamiji Imama Samudrę, który przygotował szczegółowy plan zsynchronizowanych w czasie eksplozji w centrum Kuty oraz młodszego brata Mukhlasa, Amroziego, który dostarczył furgonetkę użytą w ataku bombowym na klub nocny.
W 2008 r. trzej terroryści – Amrozi Nurhasyim, Ali Gufron oraz Imam Samudra – zostali skazani przez indonezyjski sąd na karę śmierci. Wyrok wykonano przez rozstrzelanie 9 listopada 2008.

## Narodowości ofiar zamachu
| Państwo           | Liczba ofiar |
| ----------------- | ------------ |
| Australia         | 88           |
| Indonezja         | 40           |
| Wielka Brytania   | 23           |
| Stany Zjednoczone | 7            |
| Niemcy            | 6            |
| Szwecja           | 6            |
| Francja           | 4            |
| Holandia          | 4            |
| Dania             | 3            |
| Nowa Zelandia     | 3            |
| Szwajcaria        | 3            |
| Brazylia          | 2            |
| Japonia           | 2            |
| Kanada            | 2            |
| Korea Południowa  | 2            |
| Południowa Afryka | 2            |
| Ekwador           | 1            |
| Grecja            | 1            |
| Włochy            | 1            |
| Irlandia          | 1            |
| Polska            | 1            |
| Portugalia        | 1            |
| Tajwan            | 1            |
| Razem             | 204          |